# Jüdischer Friedhof Steyr

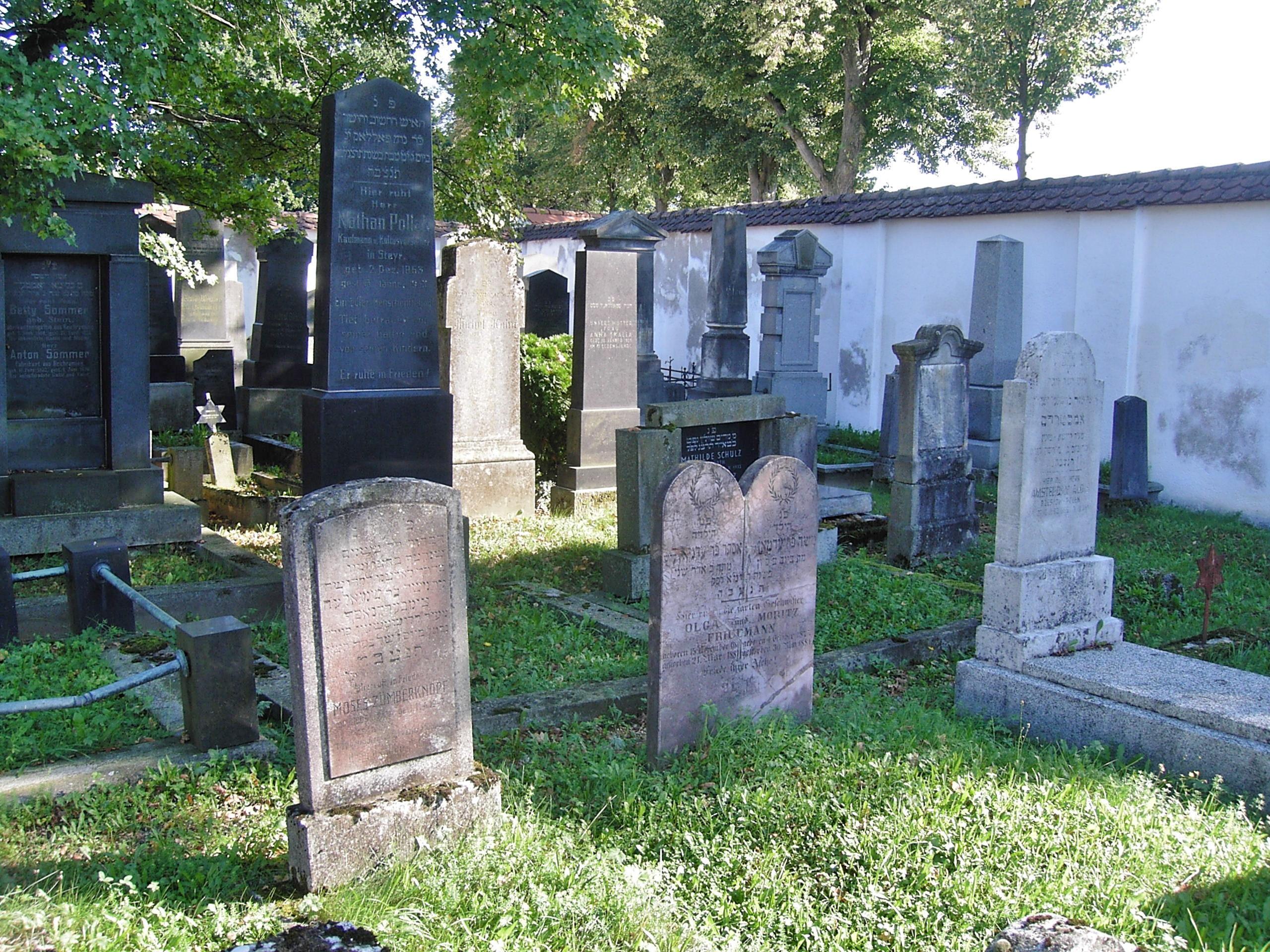
Jüdischer Friedhof in Steyr (2012)

Der Jüdische Friedhof Steyr befindet sich in der Statutarstadt Steyr in Oberösterreich. Der jüdische Friedhof, der 1874 angelegt wurde, liegt am Taborweg 4. Der Friedhof steht unter Denkmalschutz (Listeneintrag).
Auf dem Friedhof sind noch insgesamt 144 Gräber und zwei Massengräber vorhanden. Die meisten Grabsteine bestehen aus Granit oder Sandstein, es gibt nur wenige Marmorplatten. Einige Grabeinfassungen sind zerstört, nur wenige Grabzäune sind erhalten. Der Friedhof ist von einem durchgehenden hohen Mauerzug umgeben.

## Geschichte
Der 1874 angelegte Friedhof wurde während der NS-Zeit nicht geschändet. In den 1960er Jahren wurde die am Gelände befindliche Zeremonienhalle abgetragen.